# Gertrude Short

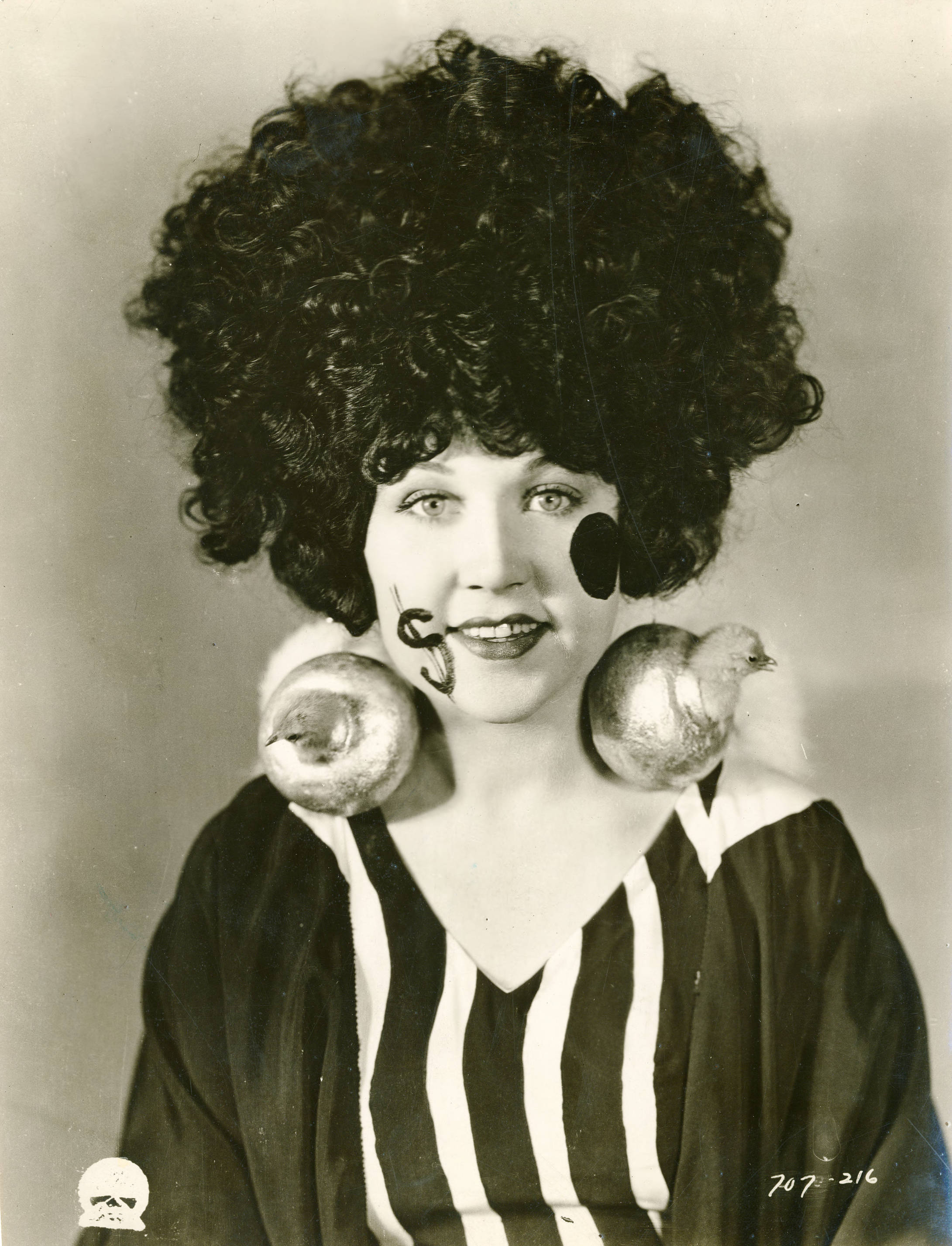
Gertrude Short (1925)

Gertrude Short   (Cincinnati, 6 d'abril de 1902 - Hollywood, 31 de juliol de 1968) va ser una actriu de vodevil, teatre, i cinema. La seva carrera es desenvolupà sobretot durant el cinema mut i inicis del sonor.

## Biografia
Carmen Gertrude Short (nom real de l’actriu) va néixer a Cincinnati filla única de Stella i Lewis Short, actors professionals. Era cosina de Blanche Sweet. Va fer el seu debut als cinc anys en l’obra “The Story of the Golden Fleece” a San Francisco actuant amb Nance O’Neil amb qui coincidiria any més tard a la pel·lícula “The Toilers” (1916). També va actuar en vodevils amb Thomas Jefferson i en el teatre amb Mary Mannering i la companyia dels germans Shubert fent papers infantils a “Up-stairs and Down” i a “A Man’s World”.

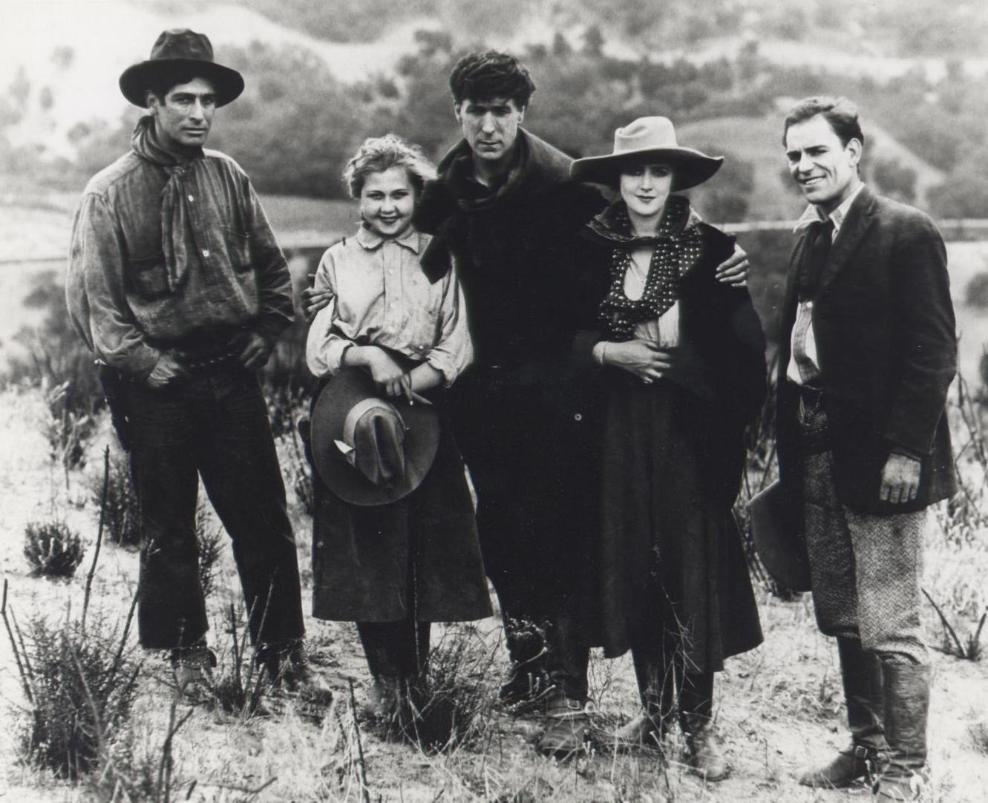
Gertrude Short (segona per l'esquerra) en una publicitària de la pel·lícula Riddle Gawne (1918)

Inicià la seva carrera cinematogràfica com a actriu infantil de la ma de la Edison i després aparegué a la Vitagraph, Universal, Robertson-Cole i la Metro. La seva figura baixeta i grassoneta la feu especialitzar-se en històries còmiques actuant en molts curtmetratges de comèdia. Als 22 anys va interpretar el paper d’una noia alegre i grassoneta al serial de 12 capítols “The Telephone Girl” (1924). Es va casar amb el director Scott Pembroke. Durant les dècades de 1920 i 1930 feu petits papers i amb l’arribada del sonor participà en moltes pel·lícules la majoria sense ser anomenada en els crèdits. Durant la Segona Guerra Mundial va abandonar el cinema per treballar en l’empresa aeroespacial Lockheed Corporation on va romandre fins a la seva jubilació el 1967. Va morir a Hollywood després d’una breu malaltia.

## Filmografia
- The Driver of the Deadwood Coach (1912)
- Hearts in Conflict (1912)
- Early Awakening (1912)
- The Darling of the Regimen (1913)
- Cinders (1913)
- Why Rags Left Home (1913)
- When Sherman Marched to the Sea (1913)
- Campaining with Custer (1913)
- The Sea Urchin (1913)
- Uncle Tom’s Cabin (1913)
- In the Coils of the Phyton (1913)
- Chivalry Days (1913)
- The Echo of a Song (1913)
- The Kid (1913)
- Playmates (1913)
- A Cracksman Santa Claus (1914)
- Secret of the Bulb (1914)
- The Honor of the Mounted (1914)
- Her Father’s Guilt (1914)
- The Embezzler (1914)
- The Test (1914)
- The Embezzler (1914)
- The Test (1914)
- Captain Junior (1914)
- Thieves (1914)
- The Fruit of Evil (1914)
- The Hopes of Blind Alley (1914)
- Jess of the Mountain Country (1914)
- The Little Angel of Canyon Creek (1914)
- Fatty’s Infatuation (1915)
- The Cowboy and the Lady (1915)
- The Broken Coin (1915)
- Luke's Movie Muddle (1916)
- The Purple Mask (1916)
- Slinny Gets a Goat (1917)
- A Bit o' Heaven (1917)
- The Hostage (1917)
- The Little Princess (1917)
- Amarilly of Clothes-Line Alley (1918)
- The Only Road (1918)
- Riddle Gawne (1918)
- Blackie's Redemption (1919)
- The Heart of Youth (1919)
- In Mizzoura (1919)
- You Never Can Tell (1920)
- Cinderella's Twin (1920)
- She Couldn't Help It (1920)
- The Blot (1921)
- Fool's Paradise (1921)
- Rent Free (1922)
- Headin' West (1922)
- Boy Crazy (1922)
- Youth to Youth (1922)
- Crinoline and Romance (1923)
- The Prisoner (1923)
- The Gold Diggers (1923)
- Breaking Into Society (1923)
- The Man Life Passed By (1923)
- Leap Year (1924)
- The Telephone Girl (1924, serial)
- Love and Learn (1924)
- Barbara Frietchie (1924)
- The Narrow Street (1925)
- Code of the West (1925)
- Her Market Value (1925)
- The Talker (1925)
- Beggar on Horseback (1925)
- My Lady's Lips (1925)
- Tessie (1925)
- The People vs. Nancy Preston (1925)
- The Other Woman's Story (1925)
- Sweet Adeline (1926)
- Ladies of Leisure (1926)
- A Poor Girl's Romance (1926)
- The Lily (1926)
- Dangerous Friends (1926)
- The Show (1927)
- The Masked Woman (1927)
- Tillie the Toiler (1927)
- Adam and Evil (1927)
- Ladies at Ease (1927)
- Women's Wares (1927)
- Polly of the Movies (1927)
- None But the Brave (1928)
- Trial Marriage (1928)
- The Three Outcasts (1929)
- Bulldog Drummond (1929)
- The Girl Eho Wouldn’t Wait (1929)
- Gold Diggers of Broadway (1929)
- The Broadway Hoofer (1929)
- The Last Dance (1930)
- Little Accident (1930)
- Once a Gentleman (1930)
- Sin Takes a Holiday (1930)
- A Butter 'n' Yeggman (1931)
- Laughing Sinners (1931)
- June First (1931)
- Take 'em and Shake 'em (1931)
- Easy to Get (1931)
- Only Men Wanted (1932)
- Gigolettes (1932)
- What Price Hollywood? (1932)
- Niagara Falls (1932)
- Make Me a Star (1932)
- Blonde Venus (1932)
- Scandal of 1933 (1933)
- The Girl in 419 (1933)
- Secret Sinners (1933)
- El fill de King Kong (1933)
- A Trifle Backward (1934)
- Love Birds (1934)
- El sopar dels acusats (1934)
- The Key (1934)
- Death on the Diamond (1934)
- Happiness Ahead (1934)
- The St. Louis Kid (1934)
- Helldorado (1935)
- Hollywood Trouble (1935)
- G Men (1935)
- Front Page Woman (1935)
- Woman Wanted (1935)
- The Affair of Susan (1935)
- Seguim la flota (1936)
- 13 Hours by Air (1936)
- The Big Broadcast of 1937 (1937)
- Park Avenue Logger (1937)
- Penny Wisdom (1937)
- The Singing Marine (1937)
- Wild Money (1937)
- Stella Dallas (1937)
- Manhattan Merry-Go-Round (1937)
- Tip-Off Girls (1938)
- You Can't Get Away with Murder (1939)
- Broadway Serenade (1939)
- Dog-Gone (1939)
- Spots Before Your Eyes (1940)
- A Girl, a Guy, and a Gob (1941)
- Tom, Dick i Harry (1941)
- Her Cardboard Lover (1942)
- Two for the Money (1942)
- Sheriff of Cimarron (1945)
- Week-End at the Waldorf (1945)
- Guest Pests (1945)
- L'home era viu (1945)
- Smart Boy (1945)
- Gettin' Glamour (1946)